# Чентезимо
Ченте́зимо (итал. centesimo ← cento — сто) — итальянская разменная монета, сотая часть лиры.
Название произошло от латинского centesimus — сотая часть. Примерно в середине XX века вышла из употребления в связи с большой инфляцией, разменные монеты стали чеканить в лирах.
Чеканились в Италии, в том числе для Эритреи (см. как 1⁄500 эритрейского талера) и Сомали (1⁄100 сомало).

## Страны и территории, выпускавшие денежные знаки в чентезимо
| Государство / территория          | Валюта                          | Период чеканки монет (выпуска банкнот) в чентезимо | Номиналы в обращении                                             |
| --------------------------------- | ------------------------------- | -------------------------------------------------- | ---------------------------------------------------------------- |
| Ватикан                           | Ватиканская лира                | 1929—1946                                          | монеты: 5, 10, 20, 50 чентезимо                                  |
| Итальянская Эритрея               | Эритрейский талер               | 1890                                               | монеты: 50 чентезимо                                             |
| Великое герцогство Тосканское     | Сардинская лира                 | 1859                                               | монеты: 1, 2, 5 чентезимо                                        |
| Княжество Лукка и Пьомбино        | Луккский франк                  | 1806                                               | монеты: 3, 5 чентезимо                                           |
| Италия                            | Итальянская лира                | монеты: 1861—1943 банкноты: 1874                   | монеты: 1, 2, 5, 10, 20, 25, 50 чентезимо банкноты: 50 чентезимо |
| Королевство Италия                | Наполеоновская итальянская лира | 1807—1813                                          | монеты: 1, 3, 10 чентезимо                                       |
| Королевство Сардиния              | Сардинская лира                 | 1825—1861                                          | монеты: 1, 2, 3, 5, 25, 50 чентезимо                             |
| Ломбардо-Венецианское королевство | Ломбардо-венецианская лира      | 1822—1852                                          | монеты: 1, 3, 5, 10, 15 чентезимо                                |
| Неаполитанское королевство        | Неаполитанская лира             | 1813                                               | монеты: 3, 5, 10 чентезимо                                       |
| Папская область                   | Папская лира                    | 1866—1868                                          | монеты: 1 чентезимо                                              |
| Пармское герцогство               | Пармская лира                   | 1830—1854                                          | монеты: 1, 3, 5 чентезимо                                        |
| Республика Сан Марко              | Венецианская лира               | монеты: 1848—1849 банкноты: 1849                   | монеты: 1, 3, 5, 15, 25 чентезимо банкноты: 50 чентезимо         |
| Сан-Марино                        | Сан-маринская лира              | 1864—1938                                          | монеты: 5, 10, 50 чентезимо                                      |
| Подопечная территория Сомали      | Сомало                          | 1950                                               | монеты: 1, 5, 10, 50 чентезимо                                   |
| Сомали                            | Сомалийский шиллинг             | 1967                                               | монеты: 5, 10, 50 чентезимо (центов)                             |